# 合并方差
合并方差（pooled variance）在统计学中是指当多个总体均值不同时估算总体方差的方法。其假设每个总体都有着相同的方差。在此假设之下，合并样本方差相比单个的样本方差能更精确地估算总体方差。合并方差的平方根则称为合并标准差（pooled standard deviation）。
以{\displaystyle i=1,\ldots ,k}表示不同总体，可以通过加权平均计算合并方差{\displaystyle s_{p}^{2}}：
{\displaystyle s_{p}^{2}={\frac {\sum _{i=1}^{k}(n_{i}-1)s_{i}^{2}}{\sum _{i=1}^{k}(n_{i}-1)}}={\frac {(n_{1}-1)s_{1}^{2}+(n_{2}-1)s_{2}^{2}+\cdots +(n_{k}-1)s_{k}^{2}}{n_{1}+n_{2}+\cdots +n_{k}-k}}},
其中{\displaystyle n_{i}}表示总体{\displaystyle i}的样本大小，而每个总体的样本方差分别为
{\displaystyle s_{i}^{2}} = {\displaystyle {\frac {1}{n_{i}-1}}\sum _{j=1}^{n_{i}}\left(y_{j}-{\overline {y_{j}}}\right)^{2}}.
以上的加权因子采用{\displaystyle (n_{i}-1)}而非{\displaystyle n_{i}}是因为使用了贝塞尔校正系数。
除以上定义之外，有时还会使用
{\displaystyle s_{p}^{2}={\frac {\sum _{i=1}^{k}(n_{i}-1)s_{i}^{2}}{\sum _{i=1}^{k}n_{i}}}}
计算合并方差。